# Srbín
Srbín je vesnice ve Středočeském kraji, v okrese Praha-východ, součást obce Mukařov. S vlastním Mukařovem na severu těsně sousedí. Prochází tudy silnice II/113.

## Historie
Srbín byl založen jako kamenická obec. Jeho vznik je datován do stejné doby, jako vznik Mukařova, tedy do 12. století. Zakladatel Srbína – Srba – byl jedním z vojínů krále Vladislava II. (Ondřej, Kubjata, Hlaváč, Myšla, Srba a Mukar). Ti za vzorné služby v jeho vojsku obdrželi v místních hustých lesích (zvaných Černých) manský úděl, na kterém posléze podobně jako ostatní založil svůj dvorec.

## Doprava
Ve vesnici se nachází zastávka ,,Mukařov,Srbín,, na které zastavuje autobusová linka 489 společnosti Arriva.

## Externí odkazy

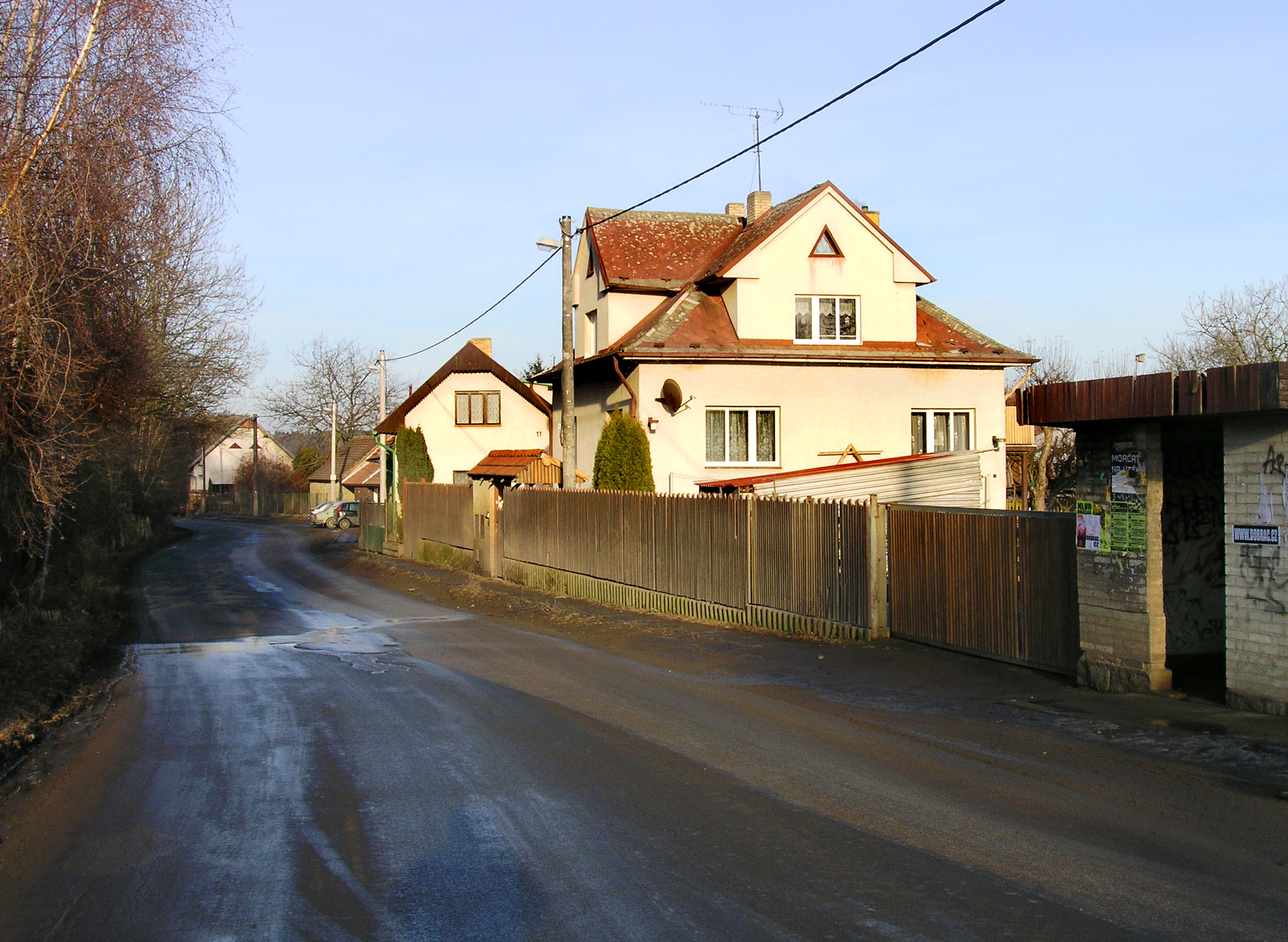
Střed Srbína u hlavní silnice